# Marilyn Chambers
Marilyn Chambers, de son vrai nom Marilyn Ann Briggs, née le 22 avril 1952 à Westport dans le Connecticut et morte le 12 avril 2009 à Santa Clarita en Californie,, est une actrice américaine, connue pour ses rôles dans des films érotiques et pornographiques, tournés majoritairement dans les années 1970.

## Biographie
Fille d’une infirmière et d’un cadre supérieur, elle part à dix-huit ans pour Los Angeles, dans le but d'y faire carrière dans le cinéma. Après un petit rôle dans le film La Chouette et le Pussycat, avec Barbra Streisand, elle tient le rôle principal dans le film Derrière la porte verte (Behind the Green Door) (1972), qui remporte un grand succès : c’est le premier film montrant crûment des scènes de sexe à être largement diffusé aux États-Unis ; ce film est aussi un des premiers à montrer des rapports sexuels interraciaux. Certains groupes d'extrême droite ont menacé de mort les vidéo-clubs louant ces films X interraciaux.
Elle joue ensuite dans La Résurrection d'Ève (1973) et Beyond De Sade (1979) en espérant que ces films propulseraient sa carrière. En 1980, elle est à l’affiche d’Insatiable (en), un autre grand classique du cinéma pornographique.
Elle obtient des revenus confortables de ces films, ayant négocié un intéressement,. Elle est ainsi la première femme à gagner de l'argent et devenir célèbre en travaillant dans l'industrie du X. Elle peut être considérée comme précurseur des icônes modernes telles que Jenna Jameson. Marilyn a également eu un certain succès dans les bacs avec son single disco Benihana en 1976, produit par Michael Zager sous le label Roulette Records.
La chanson Benihana a également été reprise en 1979 sur l'album du même titre d'Ilona Staller, également actrice, plus connue sous le nom de Cicciolina.
Restée célèbre, elle est encore considérée comme une pionnière. Cependant, elle déconseille fortement ce type de carrière : « Ça brise le cœur ! Et vous laisse totalement vide ».
En 1977, elle tient le rôle principal du film d'horreur Rage, réalisé par David Cronenberg.
En 2004 et 2008, elle se présente aux élections présidentielles américaines, dans le ticket du Personal Choice Party (en),, un parti libertarien.
Son visage était connu car elle avait posé avec un bébé pour les boîtes de lessive de la marque Ivory Snow, de Procter & Gamble. Le grand public découvrit avec surprise sa double vie en tant que « star du porno ».
Elle fait partie de l'AVN Hall of Fame et de l'XRCO Hall of Fame.
Entre 1975 et 1985, elle a été mariée à Chuck Traynor (1937–2002), producteur et manager, qui fut auparavant l'époux d'une autre star du X, Linda Lovelace. Au total, elle s'est mariée et a divorcé trois fois. Elle meurt d’un arrêt cardiaque en 2009.

## Récompenses
- 1985 : XRCO Awards for Best Kinky Scene — Insatiable II (avec Jamie Gillis) et 1 nomination
- AVN Hall of Fame
- XRCO Hall of Fame
- 2005 : Fans of X-Rated Entertainment
- 2008 : XBIZ Award — Lifetime Achievement Award (Female Performer)

## Filmographie sélective
- 1970 : La Chouette et le Pussycat de Herbert Ross
- 1971 : Together de Sean S. Cunningham
- 1972 : Behind the Green Door de Mitchell Brothers
- 1973 : La Résurrection d’Ève
- 1977 : Rage (Rabid), de David Cronenberg
- 1979 : Beyond De Sade
- 1980 : Insatiable
- 1982 : Up 'N Coming